# 矮筋骨草
矮筋骨草（學名：Ajuga pygmaea），又名台湾筋骨草，是唇形科植物中的一个種，多年生草本，株高約3－7cm，主要生長於亞熱帶如台灣地區之海濱及沙地。